# Transformers: Prime
A Transformers: Prime (IPA: [trænsˈfɔːrmərs ˈpraɪm], vagy magyarosan [ˈtrɒnsformɛrs ˈprajm]) 2010-től 2013-ig vetített amerikai televíziós 3D-s számítógépes animációs akciósorozat, amelyet Roberto Orci, Alex Kurtzman, Duane Capizzi és Jeff Kline. Az amerikai Hasbro cégek működése során létrejött, 2010-től 2013-ig tartó Transformers széria, amelyet Amerikában 2010. november 29. és 2013. július 26. között a The Hub adott le. Magyarországon 2012. január 9. és 2013. szeptember 18. között a Cartoon Network vetítette. 2012. szeptember 10-én az RTL Klub is műsorára tűzte az első évadját, a második évad 2014. december 9-én mutatott be.
2013-ban készítettek egy tévéfilmet Transformers Prime Beast Hunters: Predacons Rising címen, amelynek premierje 2013. október 4-én volt. A filmet magyarul nem mutatták be. A sorozatnak 2015-ben vetítették le a Transformers: Robots in Disguise című folytatását, amely humorosabb hangvitelű lett, és másmilyen animációs eljárással készült.

## Cselekmény
A sorozat sokkal inkább újraírása, semmint folytatása a G1 univerzumnak. A Bárkának nyoma sincs, az Autobotok, Optimus, Bulkhead (Válaszfal), Cliffjumper (Sziklaugró), Arcee (Arszi), Ratchet (Racsni) és Bumblebee (Űrdongó) (a magyar szinkron nem igazodott a G1 termékek magyarítási szokásaihoz, a robotok angol nevét meghagyták) egy leárnyékolt bázison élnek (Cliffjumper valójában meghal az első epizódban), az amerikai kormányerőkkel laza együttműködésben, emberi koordinátoruk Fowler különleges ügynök felügyelete alatt. Az Autobotok közül csak Bulkhead barátja, a temperamentumos Wheeljack (Kerék) lóg ki a sorból, aki később érkezett a Földre, képtelen helyhez kötötten élni és nem akarja Optimus rejtőzködő taktikáját követni. Bumblebee-nek meghagyták azt a tulajdonságát (a mozifilmekben is így szerepel), miszerint nem képes tagolt beszédre, mert megsérült a hangprocesszora egy csatában (az itteni történet szerint maga Megatron tépte ki a hangképző szervét, miután megkínozta), ezért az utolsó részt leszámítva nem szólal meg a sorozatban.
Az Álcák, akik jóval többen vannak, egy működőképes, szintén álcázott űrhajón, a Nemesis fedélzetén lebegnek az atmoszférában. Az Autobotok a háttérből figyelik az eseményeket és ha szükséges, egy föld-híd (ground-bridge) nevű technológiával (dimenziókapu, amely rövid életű féregjáratot nyit a Föld két pontja között) közlekedve lecsapnak. Az Autobotokat Optimus, az Álcákat Megatron vezeti, akárcsak a G1 univerzumban. Starscream (Üstökös) és Soundwave (Fülelő) is hasonló szerepet töltenek be, mint a G1-ben: Starscream az állandóan lázadó másodhegedűs Megatron mellett, Soundwave pedig Megatron valódi, hűséges jobbkeze és „spiclije”, aki a háttérben tevékenykedik (a sorozatban csak egyszer szólal meg). Látható még Laserbeak (Lézercsőr), a drón, aki Soundwave mellvértjévé képes alakulni.
Újdonság a „reguláris álcasereg” jelenléte (a filmhez kiadott játéksorozatokban nevük: vehikonok), ezek meg nem nevezett és egyforma kinézetű harcosok és dolgozók, akik az ágyútöltelék szerepét töltik be (autó és repülőgép alakjuk is van). A sorozatban viszonylag kevés álca-egyéniség van, az eddig említetteken kívül, akik önálló külsővel és névvel rendszeresen szerepet kapnak: Airachnid (Nyolclábú), a dezertőr póknő, aki egyszerre lehet helikopter, pók és robot is, Breakdown (Vibrátor), az Álcák verőlegénye, Knockout (Kiütő), az álcák orvosa és Breakdown barátja, valamint Dreadwing (Félszárny), aki Megatron alparancsnoka lesz Starscream helyett (egyben Skyquake testvére). Szerepel, de hamar kiesik (meghal) Skyquake (Égrengés) és egy Makeshift (Pótkerék) nevű álca is (Wheeljack-et helyettesítette, hogy kémkedjen az Autobotok bázisán). Egy visszaemlékezés erejéig tanúi lehetünk Arcee egykori társa, Tailgate (Csapóhíd) halálának. A második évadban feltűnik egy herkulesbogárrá alakuló álcarovar (Insecticon), Hardshell (Szilánk), akinek - hasonlóan a G1 animációs sorozathoz - egy klónokból álló hadserege van. A második évadban új, állandó tagként csatlakozik Optimus csapatához a vehemens természetű volt Elit Gárdás Autobot, Smokescreen (Füstfelhő), és egy teljes epizódban látható az Álcák szadista tudósa, Shockwave (Sokkoló) is.
Shockwave (Sokkoló) a harmadik évadban csatlakozik az Álcákhoz, mivel Knockout elhozza a Földre a Cybertron-on ragadt tudóst. Shockwave ezután megalkotja az Autobot vadász sárkányt, Predaking-et, aki egy Predacon. Szintén a harmadik évadban érkezik az Autobotok közé Ultra Magnus, aki egy szigorú parancsnok, megköveteli a katonai rendet és elvárja, hogy parancsnoknak szólítsák.
Említés szintjén szerepelnek Bulkhead és Wheeljack volt Wrecker (Roncsoló) társai: Impactor (Impactor/Tűzlöket), Rotorstorm (Rotorvihar), Roadbuster (Útszaggató), Pyro (Píró), Seaspray (Tajték) és az álca Szerkesztettek (Constructicon-ok).
A Tizenhármak (az első tizenhárom alakváltó) néhány tagjáról is hallani a sorozatban. Név szerint:
- Megatronus Prime, akiből később a bukott (the fallen) lett,
- Solus Prime, az egyetlen nőbot a Prime-ok közt, aki egyben fegyverkovács is,
- Alpha Trion, ő javasolta Halogen Prime-nak és a Nagy Tanácsnak, hogy Orion Pax (a későbbi Optimus) is legyen Prime,
- Halogen Prime

További fontos eltérés a G1 univerzumhoz képest Unicron, a sötét isten, aki valójában a Föld élő magja (míg a G1 sorozatban egy aszteroida belsejében él); magát a Földet is ő alkotta meg otthonaként, bár a Primus-szal (Prímusz) való harca eredményeképp általában inaktív. A sorozatban felébred, de az alakváltók szövetkeznek ellene és visszakényszerítik inaktív állapotába.
Szerepel még a sorozatban egy rendkívül veszélyes Cybertron-i kártevő robot-faj: a scraplet, akik arról hírhedtek, hogy pillanatok alatt képesek felfalni egy alakváltót. Ami azt jelenti, hogy veszélyesek Autobotokra és Álcákra egyaránt. Ők a régi első generációs képregény „csavarjainak” Prime univerzumbeli megfelelői, bár a külsejük inkább emlékeztet a robotfalókéra.
A sorozat főszereplője még három ember-gyerek, Jack, Miko és Rafael, akik belekeveredtek a háborúba és meglátták a robotokat. Minthogy a kormány szigorú titokként kezeli még az alakváltók létezését is, de az Álcák sem kímélnék őket, ezért Optimus javaslatára életük nagy részét az Autobot bázis védelmében töltik. A körülmények folytán sokszor kerülnek éles akciókba is, amit kezdetben sem Optimus, sem Fowler ügynök nem néz jó szemmel, azonban az idő múltával megszokottá válik. Mindegyik gyerek kap egy robot-testőrt, akivel legszívesebben vannak együtt: Jack-é Arcee, Miko-é Bulkhead, Rafael-é pedig Bumblebee lesz.
Feltűnik egy emberi terroristaszervezet, a világuralomra törő M.E.C.H. is, akik csúcstechnikára vadásznak, ezért élénken érdeklődnek az alakváltók iránt. Vezérük Silas, egykori zsoldos.

## Szereplők
| Szereplő              | Színész | Magyar hang |
| Autobotok             | Autobotok | Autobotok |
| --------------------- | --- | --- |
| Optimus Prime         | Peter Cullen | Szélyes Imre Csankó Zoltán (57. rész)                                                                              |
| Ratchet               | Jeffrey Combs | Varga Gábor (1-59. rész) Viczián Ottó (61-65. rész)                                                                |
| Bumblebee             | Will Friedle (65. rész)                                                                                          | Szokol Péter (65. rész)                                                                                            |
| Bulkhead              | Kevin Michael Richardson                                                                                         | Sótonyi Gábor |
| Arcee                 | Sumalee Montano                                                                                                  | Antal Olga |
| Cliffjumper           | Dwayne Johnson (1. évad) Billy Brown (2. évad)                                                                   | Szokol Péter |
| Wheeljack             | James Horan | Pál Tamás |
| Smokescreen           | Nolan North | Hamvas Dániel |
| Ultra Magnus          | Michael Ironside                                                                                                 | Barabás Kiss Zoltán                                                                                                |
| Tailgate              | Josh Keaton | Vári Attila |
| Álcák                 | | |
| Megatron              | Frank Welker | Borbiczki Ferenc                                                                                                   |
| Starscream            | Steven Blum | Láng Balázs |
| Soundwave             | Frank Welker (62. rész)                                                                                          | Sörös Miklós (62. rész)                                                                                            |
| Shockwave             | David Sobolov | Horváth-Töreki Gergely                                                                                             |
| Airachnid             | Gina Torres | Ősi Ildikó (1-2. évad) Téglás Judit (3. évad)                                                                      |
| Knock Out             | Daran Norris | Lux Ádám |
| Breakdown             | Adam Baldwin | Juhász Zoltán |
| Dreadwing             | Tony Todd | Makranczi Zalán |
| Skyquake              | Richard Green | Bognár Tamás (1. évad) Pusztaszeri Kornél (2. évad)                                                                |
| Hardshell             | David Kaye | Fekete Zoltán |
| Bombshock             | Steven Blum | Fehér Péter (57. rész) Harcsik Róbert (60. rész)                                                                   |
| Makeshift             | Kevin Michael Richardson                                                                                         | Gubányi György István                                                                                              |
| Vehiconok             | Steven Blum Kevin Michael Richardson Frank Welker Daran Norris Josh Keaton David Kaye David Sobolov Peter Cullen | Sörös Miklós Horváth-Töreki Gergely Potocsny Andor Gardi Tamás Fehérváry Márton Németh Attila István Presits Tamás |
| Emberek               | | |
| Jack Darby            | Josh Keaton | Stukovszky Tamás (1-2. évad) Baráth István (3. évad)                                                               |
| Miko Nakadai          | Tania Gunadi | Pekár Adrienn |
| Rafael "Raf" Esquivel | Andy Pessoa | Richter Tamás |
| William Fowler ügynök | Ernie Hudson | Kálid Artúr |
| June Darby            | Markie Post | Kocsis Judit |
| Leland Bishop Silas   | Clancy Brown | Vass Gábor |
| Sierra                | Alexandra Krosney                                                                                                | Dögei Éva |
| Vince                 | Brad Raider | Borbíró András |
| Vogel                 | John DiMaggio | Harmath Imre |
| Fast Willy            | Kevin Michael Richardson                                                                                         | Garamszegi Gábor                                                                                                   |
| Bryce tábornok        | Robert Forster                                                                                                   | Orosz István |
| M.E.C.H. navigátor    | Josh Keaton | Stern Dániel |
| Biztonsági őr         | Reggie Bannister                                                                                                 | Vári Attila |
| M.E.C.H. sebész       | Josh Keaton | Sörös Miklós (30. rész) Jánosi Ferenc (34. és 45. rész)                                                            |
| További Transformerek | | |
| Predaking             | Peter Mensah | Galambos Péter |
| Alpha Trion           | George Takei | Sörös Miklós (2. évad) Kajtár Róbert (3. évad)                                                                     |
| Unicron               | John Noble | Petridisz Hrisztosz                                                                                                |
| A Nemesis             | Kevin Michael Richardson                                                                                         | Maday Gábor |

## Magyar változat[7]
A szinkront a Cartoon Network megbízásából az SDI Media Hungary készítette.
- Magyar szöveg: Borsiczky Péter
- Hangmérnök: Bederna László
- Vágó: Kránitz Bence
- Gyártásvezető: Németh Piroska
- Szinkronrendező: Orosz Ildikó (1-2. évad), Faragó József (3. évad)
- Produkciós vezető: Németh Napsugár
- Felolvasó: Bozai József
- További magyar hangok: Korbuly Péter, Fehérváry Márton, Papucsek Vilmos, Potocsny Andor, Presits Tamás, Sipos Eszter Anna

## Epizódok
| Magyar bemutató                 | #   | #   | Angol cím                                          | Magyar cím                    |
| ------------------------------- | --- | --- | -------------------------------------------------- | ----------------------------- |
|                                 |     |     |                                                    |                               |
| ELSŐ ÉVAD                       |     |     |                                                    |                               |
|                                 |     |     |                                                    |                               |
| 2012.01.09                      | 01. | 01. | Darkness Rising, Part 1                            | Sötétségben, 1. rész          |
|                                 |     |     |                                                    |                               |
| 2012.01.10                      | 02. | 02. | Darkness Rising, Part 2                            | Sötétségben, 2. rész          |
|                                 |     |     |                                                    |                               |
| 2012.01.11                      | 03. | 03. | Darkness Rising, Part 3                            | Sötétségben, 3. rész          |
|                                 |     |     |                                                    |                               |
| 2012.01.12                      | 04. | 04. | Darkness Rising, Part 4                            | Sötétségben, 4. rész          |
|                                 |     |     |                                                    |                               |
| 2012.01.13                      | 05. | 05. | Darkness Rising, Part 5                            | Sötétségben, 5. rész          |
|                                 |     |     |                                                    |                               |
| 2012.01.16                      | 06. | 06. | Masters and Students                               | Mesterek és tanítványok       |
|                                 |     |     |                                                    |                               |
| 2012.01.17                      | 07. | 07. | Scrapheap                                          | Roncskupac                    |
|                                 |     |     |                                                    |                               |
| 2012.01.18                      | 08. | 08. | Con Job                                            | Besúgó                        |
|                                 |     |     |                                                    |                               |
| 2012.01.19                      | 09. | 09. | Convoy                                             | Konvoj                        |
|                                 |     |     |                                                    |                               |
| 2012.01.20                      | 10. | 10. | Deus Ex Machina                                    | Deus Ex Machina               |
|                                 |     |     |                                                    |                               |
| 2012.01.23                      | 11. | 11. | Speed Metal                                        |                               |
|                                 |     |     |                                                    |                               |
| 2012.01.24                      | 12. | 12. | Predatory                                          |                               |
|                                 |     |     |                                                    |                               |
| 2012.01.25                      | 13. | 13. | Sick Mind                                          |                               |
|                                 |     |     |                                                    |                               |
| 2012.01.26                      | 14. | 14. | Out of His Head                                    |                               |
|                                 |     |     |                                                    |                               |
| 2012.01.27                      | 15. | 15. | Shadowzone                                         | Árnyzóna                      |
|                                 |     |     |                                                    |                               |
| 2012.01.30                      | 16. | 16. | Operation: Breakdown                               |                               |
|                                 |     |     |                                                    |                               |
| 2012.01.31                      | 17. | 17. | Crisscross                                         |                               |
|                                 |     |     |                                                    |                               |
| 2012.02.01                      | 18. | 18. | Metal Attraction                                   |                               |
|                                 |     |     |                                                    |                               |
| 2012.02.02                      | 19. | 19. | Rock Bottom                                        |                               |
|                                 |     |     |                                                    |                               |
| 2012.02.03                      | 20. | 20. | Partners                                           | Társak                        |
|                                 |     |     |                                                    |                               |
| 2012.02.06                      | 21. | 21. | T.M.I.                                             |                               |
|                                 |     |     |                                                    |                               |
| 2012.02.07                      | 22. | 22. | Stronger, Faster                                   |                               |
|                                 |     |     |                                                    |                               |
| 2012.02.08                      | 23. | 23. | One Shall Fall                                     |                               |
|                                 |     |     |                                                    |                               |
| 2012.02.09                      | 24. | 24. | One Shall Rise, Part 1                             |                               |
|                                 |     |     |                                                    |                               |
| 2012.02.10                      | 25. | 25. | One Shall Rise, Part 2                             |                               |
|                                 |     |     |                                                    |                               |
| 2012.02.13                      | 26. | 26. | One Shall Rise, Part 3                             |                               |
|                                 |     |     |                                                    |                               |
| MÁSODIK ÉVAD                    |     |     |                                                    |                               |
|                                 |     |     |                                                    |                               |
| 2012.10.12.                     | 27. | 01. | Orion Pax, Part 1                                  | Orion Pax, 1. rész            |
|                                 |     |     |                                                    |                               |
| 2012.10.19.                     | 28. | 02. | Orion Pax, Part 2                                  | Orion Pax, 2. rész            |
|                                 |     |     |                                                    |                               |
| 2012.10.26.                     | 29. | 03. | Orion Pax, Part 3                                  | Orion Pax, 3. rész            |
|                                 |     |     |                                                    |                               |
| 2012.11.05.                     | 30. | 04. | Operation: Bumblebee, Part 1                       | Bumblebee hadművelet, 1. rész |
|                                 |     |     |                                                    |                               |
| 2012.11.06.                     | 31. | 05. | Operation: Bumblebee, Part 2                       | Bumblebee hadművelet, 2. rész |
|                                 |     |     |                                                    |                               |
| 2012.11.07.                     | 32. | 06. | Loose Cannons                                      |                               |
|                                 |     |     |                                                    |                               |
| 2012.11.08.                     | 33. | 07. | Crossfire                                          | Kereszttűz                    |
|                                 |     |     |                                                    |                               |
| 2012.11.09.                     | 34. | 08. | Nemesis Prime                                      | Nemesis Prime                 |
|                                 |     |     |                                                    |                               |
| 2012.11.12.                     | 35. | 09. | Grill                                              |                               |
|                                 |     |     |                                                    |                               |
| 2012.11.13.                     | 36. | 10. | Armada                                             |                               |
|                                 |     |     |                                                    |                               |
| 2012.11.14.                     | 37. | 11. | Flying Mind                                        |                               |
|                                 |     |     |                                                    |                               |
| 2012.11.15.                     | 38. | 12. | Tunnel Vision                                      |                               |
|                                 |     |     |                                                    |                               |
| 2012.11.16.                     | 39. | 13. | Triangulation                                      |                               |
|                                 |     |     |                                                    |                               |
| 2013.02.11.                     | 40. | 14. | Triage                                             |                               |
|                                 |     |     |                                                    |                               |
| 2013.02.12.                     | 41. | 15. | Toxicity                                           |                               |
|                                 |     |     |                                                    |                               |
| 2013.02.13.                     | 42. | 16. | Hurt                                               |                               |
|                                 |     |     |                                                    |                               |
| 2013.02.14.                     | 43. | 17. | Out of the Past                                    |                               |
|                                 |     |     |                                                    |                               |
| 2013.02.15.                     | 44. | 18. | New Recruit                                        | Újonc                         |
|                                 |     |     |                                                    |                               |
| 2013.02.18.                     | 45. | 19. | The Human Factor                                   | Emberi tényező                |
|                                 |     |     |                                                    |                               |
| 2013.02.19.                     | 46. | 20. | Legacy                                             |                               |
|                                 |     |     |                                                    |                               |
| 2013.02.20.                     | 47. | 21. | Alpha; Omega                                       |                               |
|                                 |     |     |                                                    |                               |
| 2013.02.21.                     | 48. | 22. | Hard Knocks                                        |                               |
|                                 |     |     |                                                    |                               |
| 2013.02.22.                     | 49. | 23. | Inside Job                                         |                               |
|                                 |     |     |                                                    |                               |
| 2013.02.25.                     | 50. | 24. | Patch                                              |                               |
|                                 |     |     |                                                    |                               |
| 2013.02.26.                     | 51. | 25. | Regeneration                                       |                               |
|                                 |     |     |                                                    |                               |
| 2013.02.27.                     | 52. | 26. | Darkest Hour                                       | A legsötétebb óra             |
|                                 |     |     |                                                    |                               |
| HARMADIK ÉVAD - Szörny Vadászok |     |     |                                                    |                               |
|                                 |     |     |                                                    |                               |
| 2013.09.02.                     | 53. | 01. | Darkmount, NV                                      | Darkmount                     |
|                                 |     |     |                                                    |                               |
| 2013.09.03.                     | 54. | 02. | Scattered                                          | Szétszórva                    |
|                                 |     |     |                                                    |                               |
| 2013.09.04.                     | 55. | 03. | Prey                                               | Prédák                        |
|                                 |     |     |                                                    |                               |
| 2013.09.05.                     | 56. | 04. | Rebellion                                          | Ostrom                        |
|                                 |     |     |                                                    |                               |
| 2013.09.06.                     | 57. | 05. | Project Predacon                                   | A Predacon művelet            |
|                                 |     |     |                                                    |                               |
| 2013.09.09.                     | 58. | 06. | Chain of Command                                   | Ranglista                     |
|                                 |     |     |                                                    |                               |
| 2013.09.10.                     | 59. | 07. | Plus One                                           | Három már tömeg               |
|                                 |     |     |                                                    |                               |
| 2013.09.11.                     | 60. | 08. | Thirst                                             | Szomjúság                     |
|                                 |     |     |                                                    |                               |
| 2013.09.12.                     | 61. | 09. | Evolution                                          | Evolúció                      |
|                                 |     |     |                                                    |                               |
| 2013.09.13.                     | 62. | 10. | Minus One                                          | Mínusz egy                    |
|                                 |     |     |                                                    |                               |
| 2013.09.16.                     | 63. | 11. | Persuasion                                         | Meggyőzőerő                   |
|                                 |     |     |                                                    |                               |
| 2013.09.17.                     | 64. | 12. | Synthesis                                          | Szintézis                     |
|                                 |     |     |                                                    |                               |
| 2013.09.18.                     | 65. | 13. | Deadlock                                           | Végjáték                      |
|                                 |     |     |                                                    |                               |
| Tévéfilm                        |     |     |                                                    |                               |
|                                 |     |     |                                                    |                               |
|                                 | F1  | F1  | Transformers Prime Beast Hunters: Predacons Rising |                               |
|                                 |     |     |                                                    |                               |

## Évados áttekintés
| Évad | Évad | Epizódok | Eredeti sugárzás   | Eredeti sugárzás  | Magyar sugárzás     | Magyar sugárzás      |
| Évad | Évad | Epizódok | Évadpremier        | Évadfinálé        | Évadpremier         | Évadfinálé           |
| ---- | ---- | -------- | ------------------ | ----------------- | ------------------- | -------------------- |
|      | 1    | 26       | 2010. november 29. | 2011. október 15. | 2012. január 9.     | 2012. február 13.    |
|      | 2    | 26       | 2012. február 18.  | 2012. november 2. | 2012. október 12.   | 2013. február 27.    |
|      | 3    | 13       | 2013. március 22.  | 2013. június 26.  | 2013. szeptember 2. | 2013. szeptember 18. |
|      | Film | Film     | 2013. október 4.   | 2013. október 4.  | TBA                 | TBA                  |

## Fordítás
- Ez a szócikk részben vagy egészben  a   Transformers: Prime című angol Wikipédia-szócikk ezen változatának fordításán alapul.  Az eredeti cikk szerkesztőit annak laptörténete sorolja fel. Ez a jelzés csupán a megfogalmazás eredetét és a szerzői jogokat jelzi, nem szolgál a cikkben szereplő információk forrásmegjelöléseként.